# Ymere
Ymere is een grote woningcorporatie in Nederland die veel vastgoed bezit in de Metropoolregio Amsterdam. De stichting exploiteert eind 2017 circa 74.770 sociale huurwoningen, en verhuurt ruim 11.000 andere ruimtes, zoals vrije-sectorhuurwoningen, winkels, bedrijfsruimten, buurthuizen, parkeerplaatsen en plekken in studentenhuizen, woongroepen en seniorencentra. Ymere is in het hele werkgebied vaak betrokken bij de ontwikkeling en bouw van nieuwe huur- en koopwoningen en maatschappelijk vastgoed, zoals gezondheidscentra.

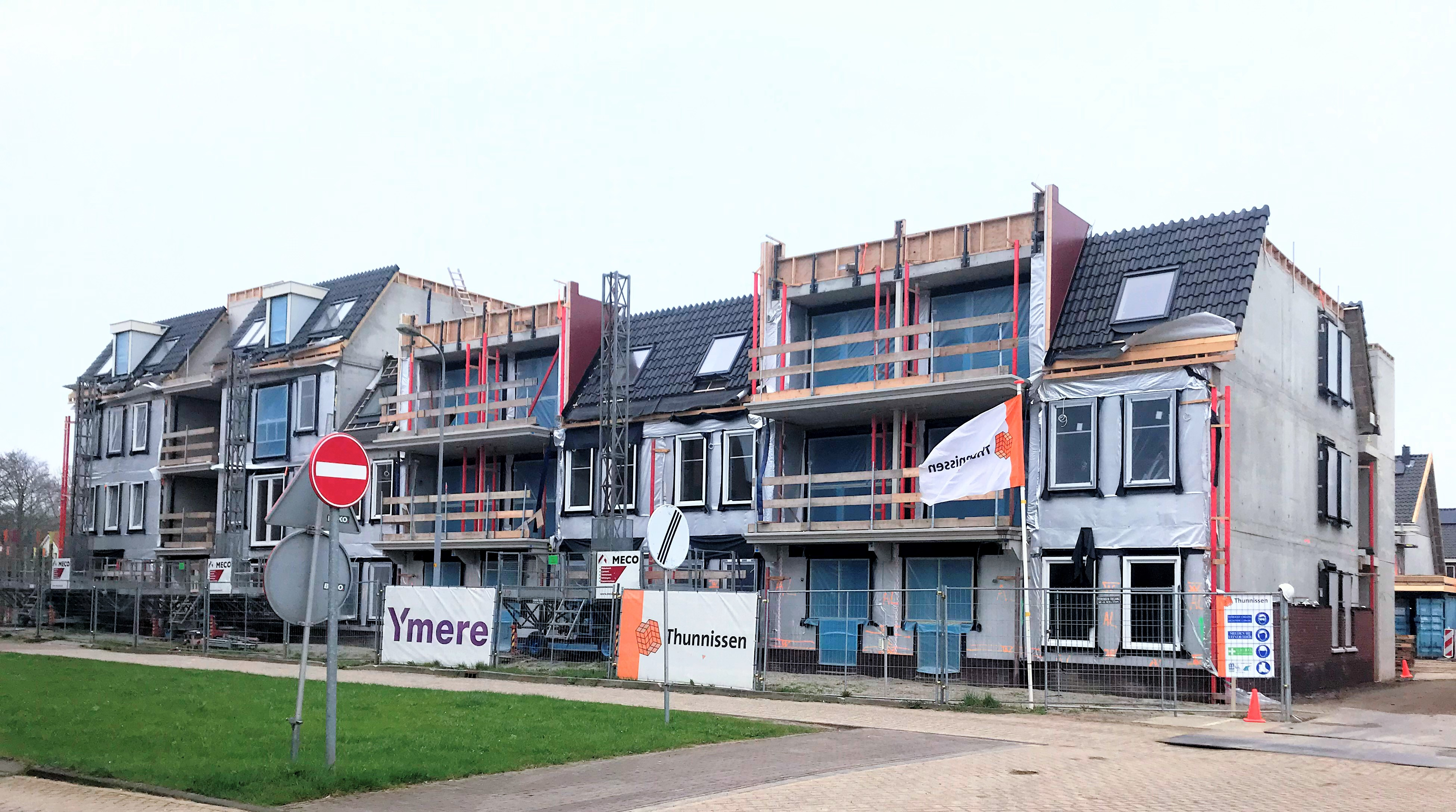
Een nieuwbouwproject van Ymere in Nieuw-Vennep

De stichting Ymere is een instelling, die door de rijksoverheid is erkend als woningcorporatie. Ymere dient daarom uitsluitend werkzaamheden te verrichten in het belang van de volkshuisvesting. De regels en richtlijnen waaraan de stichting zich dient te houden, en de prestaties die moeten worden verricht, zijn in 2015 herschreven in de Woningwet.

## Geschiedenis

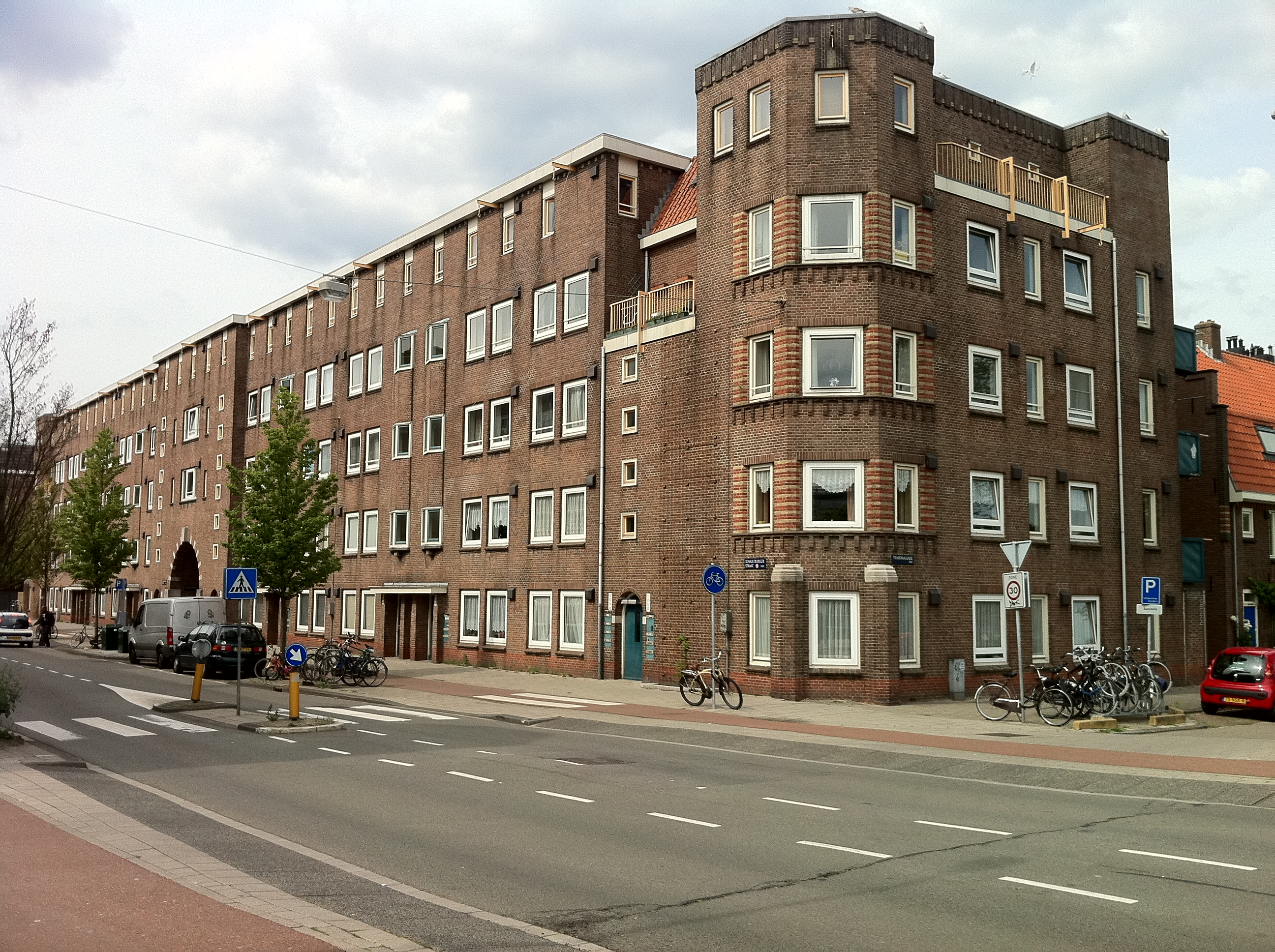
Transvaalbuurt Amsterdam, verhuurd door Ymere

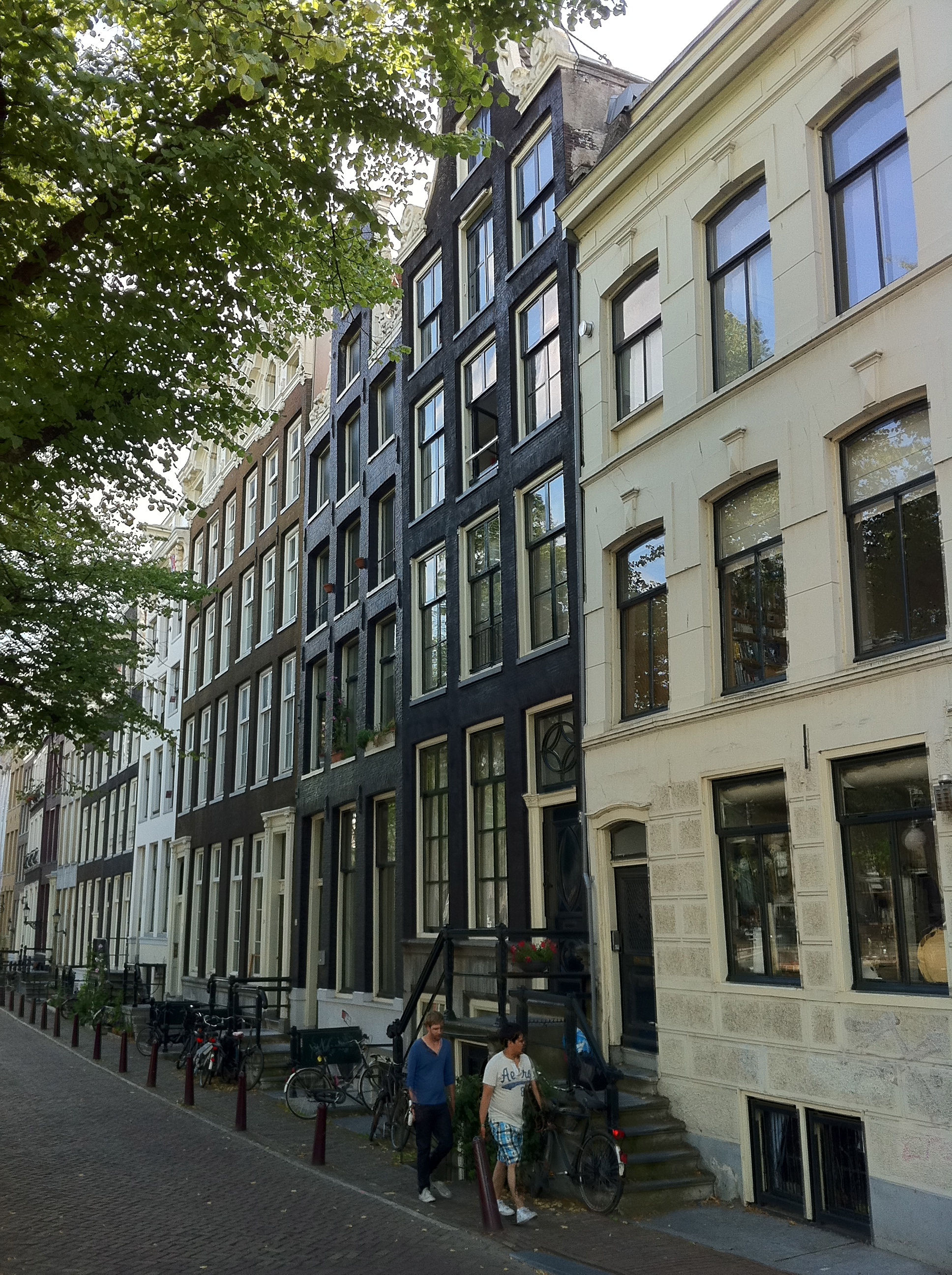
Voormalig kraakpand Groote Keijser, nu sociale huurwoningen van Ymere

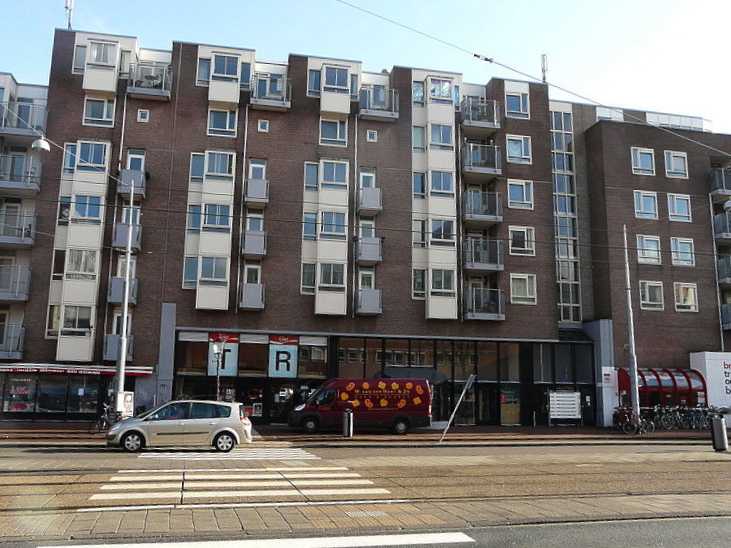
De Halve Wereld in Amsterdam-Centrum, eigendom van Ymere

De woningcorporatiebranche kenmerkt zich al jaren door fusies en schaalvergroting van gemeentelijke woningbedrijven, woningstichtingen en woningbouwverenigingen. Ymere ontstond bij de fusie van Woningbedrijf Amsterdam (tot 1994 het Gemeentelijk Woningbedrijf Amsterdam) en Woningstichting Wonen voor Allen (WVA) uit Almere op 1 januari 2004.

### Fusie met Woonmaatschappij

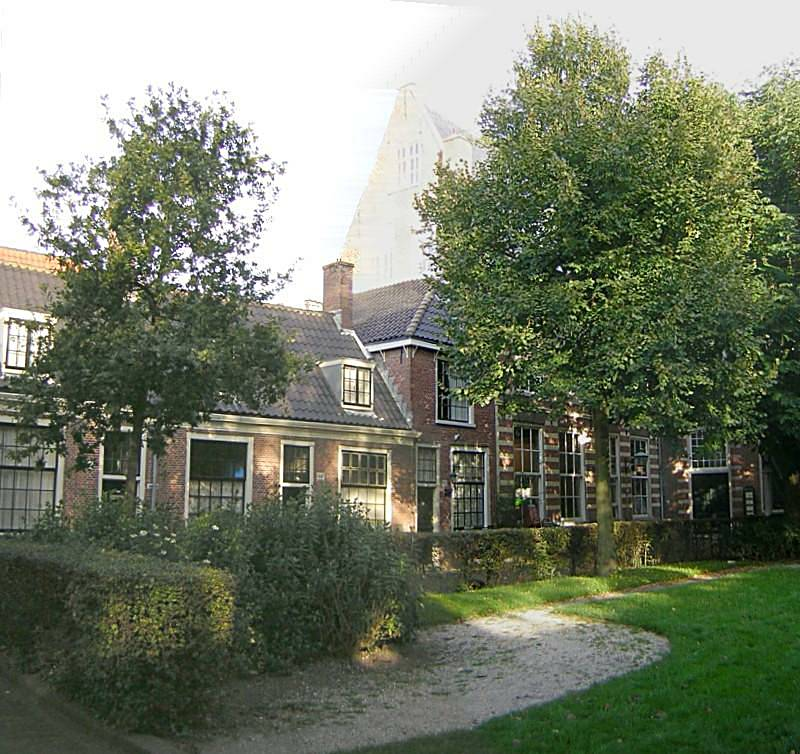
Proveniershof Haarlem, verhuurd door Ymere

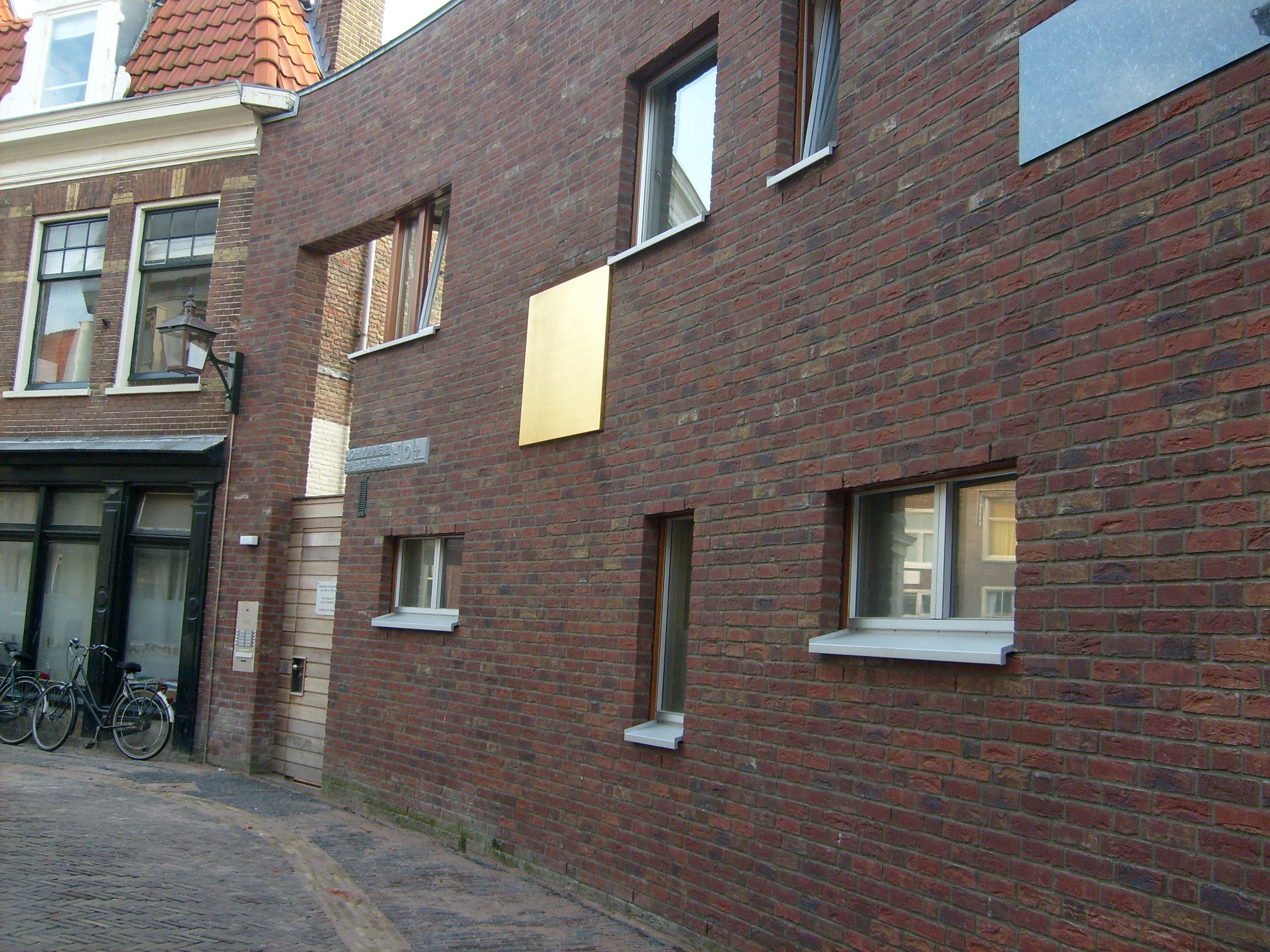
Joh. Enschedehof in Haarlem, verhuurd door Ymere

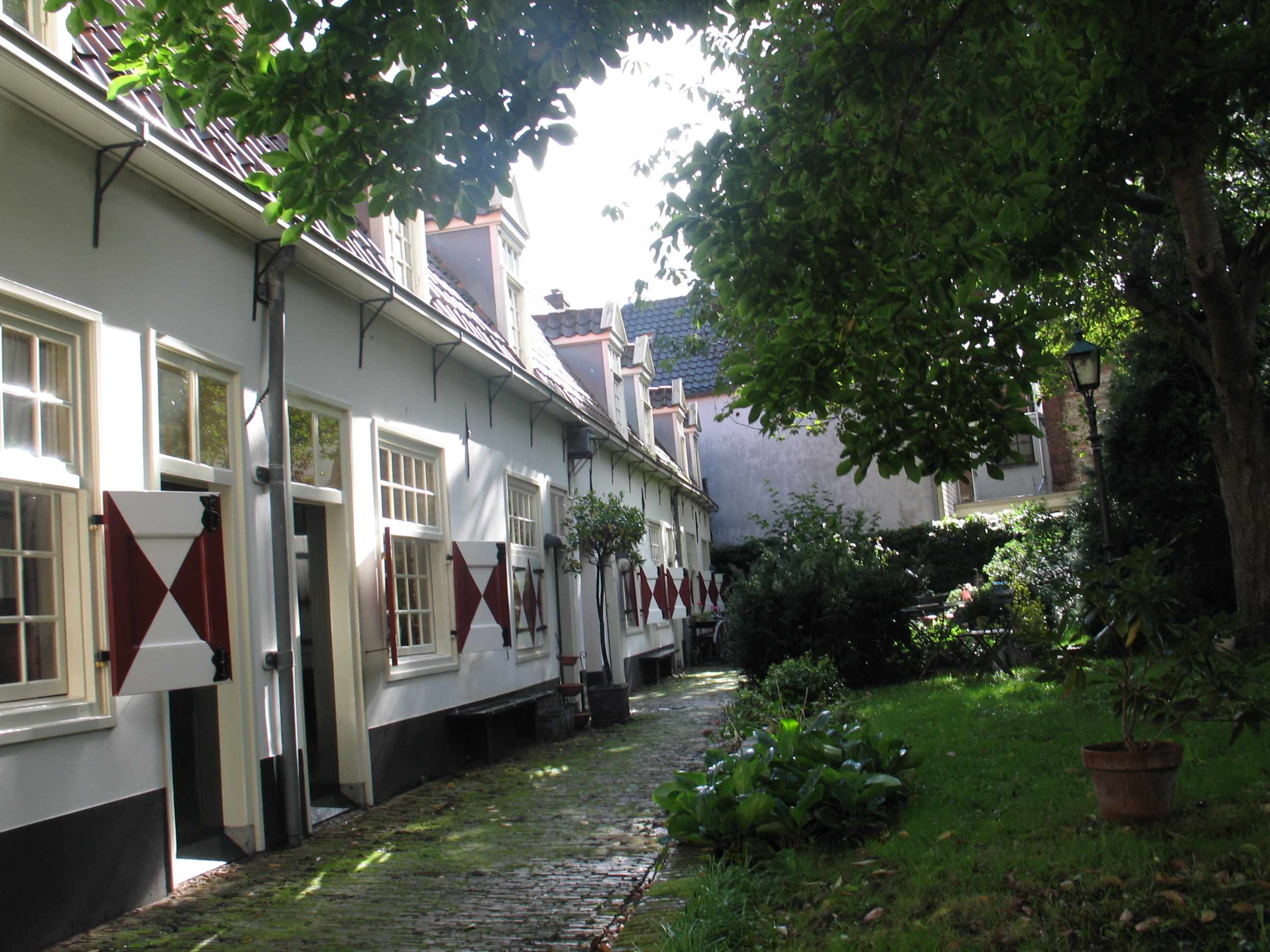
Brouwershofje in Haarlem, verhuurd door Ymere

Op 1 januari 2008 volgde de fusie met De Woonmaatschappij, een woningcorporatie die vooral actief was in Amsterdam, Haarlem en Haarlemmermeer. De Woonmaatschappij was op zichzelf ook een fusieproduct uit 2006 van drie stichtingen: Stichting Woonmaatschappij Haarlem, Stichting Woonmaatschappij Haarlemmermeer en Stichting Woonmaatschappij Amsterdam. De eerste twee genoemde stichtingen komen voort uit allerlei fusies en overnames van diverse woningbouwverenigingen en -stichtingen in deze twee gemeenten. Stichting Woonmaatschappij Amsterdam werd in 2002 de nieuwe naam en rechtsvorm voor Woningbouwvereniging Zomers Buiten (1917), zonder eerdere fusiegeschiedenis, maar die in 1982 wel het vastgoedbezit kocht van Libra International dat voorheen eigendom was geweest van N.V. Bouwonderneming ‘Jordaan' (anno 1895).

### Fusie met Goed Wonen Alkmaar e.o.
Op 1 januari 2011 fuseerde Ymere met woningcorporatie Goed Wonen Noord-Kennemerland, officieel geheten Woningstichting Goed Wonen Koedijk Sint-Pancras, die circa 1100 woningen verhuurt in de gemeenten Alkmaar, Heerhugowaard en Langedijk. De naam van de nieuwe corporatie bleef Ymere. Ymere verkocht de sociale huurwoningen in dit bezit op 1 februari 2016 weer aan woningcorporatie Woonwaard. Het wil zich helemaal terugtrekken uit de regio Noord-Kennemerland.

### Fusie met De Woningbouw Weesp
Op 1 maart 2014 fuseerde Ymere met woningcorporatie De Woningbouw uit Weesp. De Woningbouw is in 2001 ontstaan uit een fusie van woningcorporaties Samen Bouwen, Ons Belang en de Algemene Weesper Woningbouwvereniging (AWWV). De Woningbouw bracht circa 4.100 huurwoningen in die het in bezit had in Weesp, Muiden en Muiderberg. Binnen het werkgebied was De Woningbouw naast Ymere de enige woningcorporatie. De naam van de nieuwe corporatie bleef Ymere.

### Oorsprong in Jordaan
De oudste voorloper van het huidige Ymere stamt uit 1852, toen de "Vereeniging ten behoeve der Arbeidersklasse te Amsterdam" (VAK) werd opgericht. De vereniging ontplooide in de Jordaan pioniersactiviteiten om de erbarmelijke levensomstandigheden van veel arbeidersgezinnen te verbeteren. Medio 19e eeuw verving de VAK in een periode van dertig jaar de belabberde huisvesting voor arbeidersgezinnen door goede en betaalbare arbeiderswoningen. In 1985 ging het private bezit van de VAK over op het Gemeentelijk Woningbedrijf Amsterdam, dat op zichzelf in 1994 weer werd geprivatiseerd door de oprichting van de Stichting Het Woningbedrijf Amsterdam.
Een groot deel van deze woningen verhuurt Ymere tegenwoordig nog steeds als sociale woningbouw.

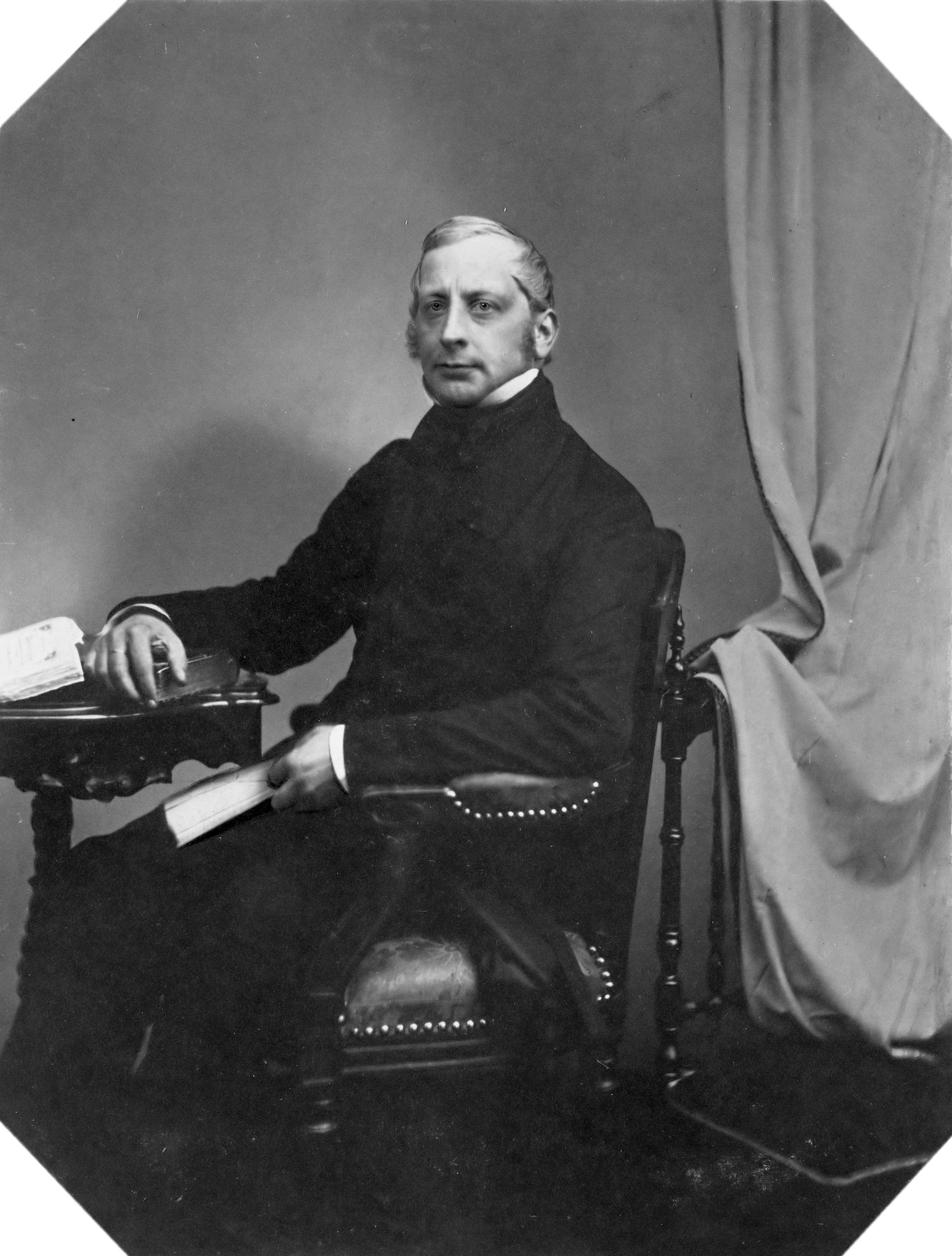
Christiaan Pieter van Eeghen, oprichter van de VAK
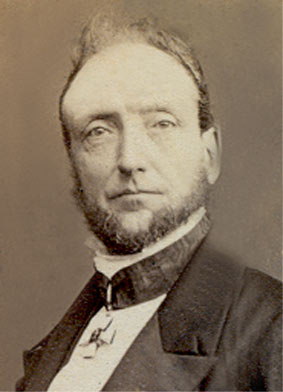
Mr. J. Messchert van Vollenhoven, oprichter van de VAK
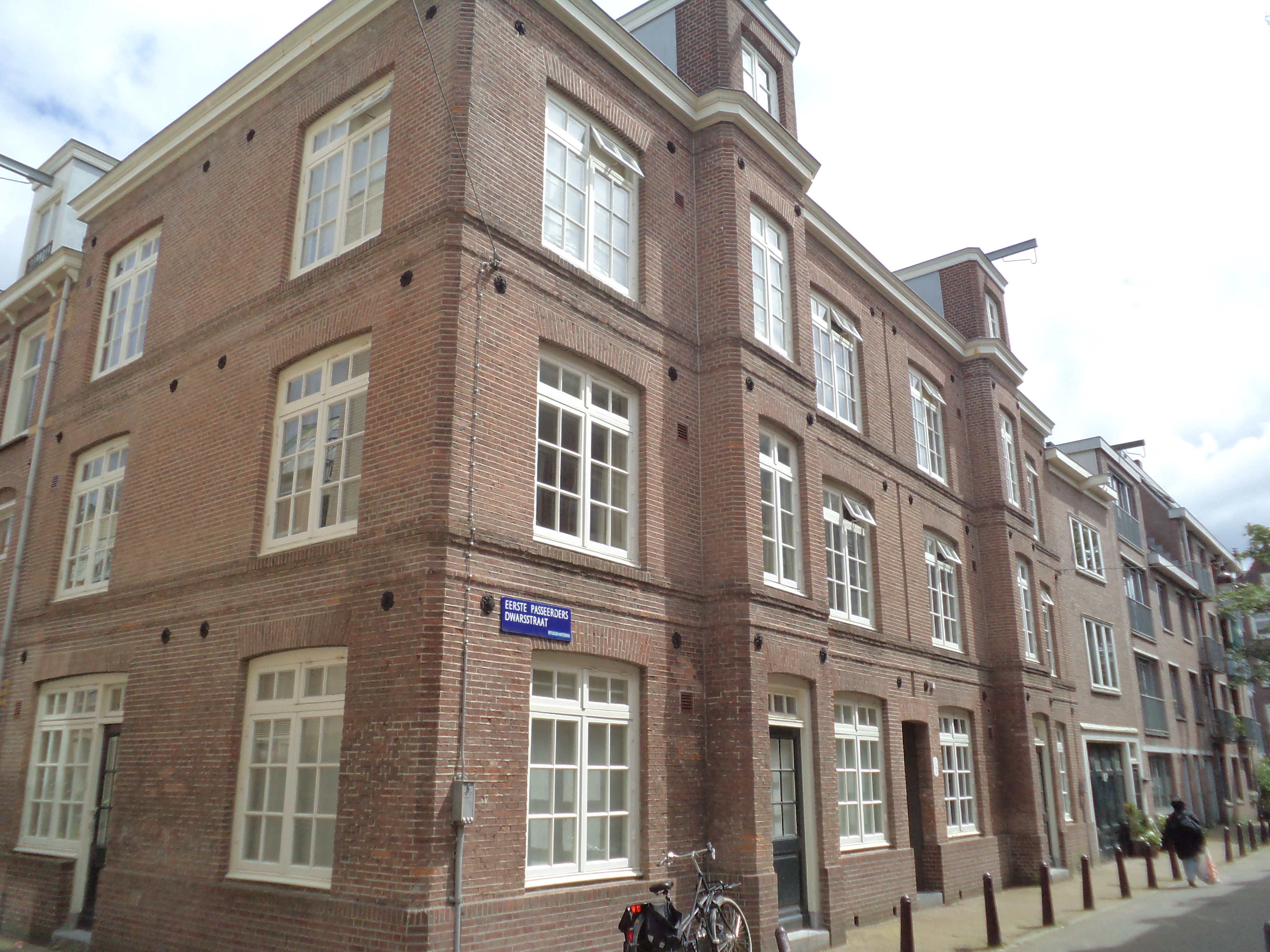
Het oudste nog bestaande blok arbeiderswoningen van de VAK uit 1854-1855 aan de Passeerdersstraat in Amsterdam, nu verhuurd door Ymere
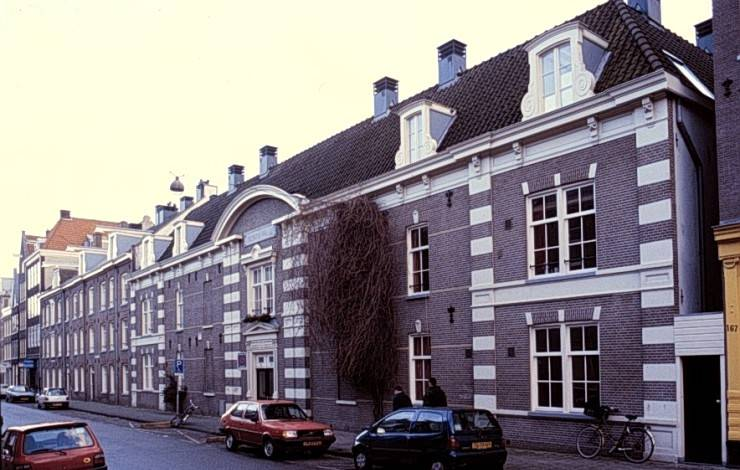
Constantiawoningen in Amsterdam-Centrum, nu verhuurd door Ymere

## Bezit

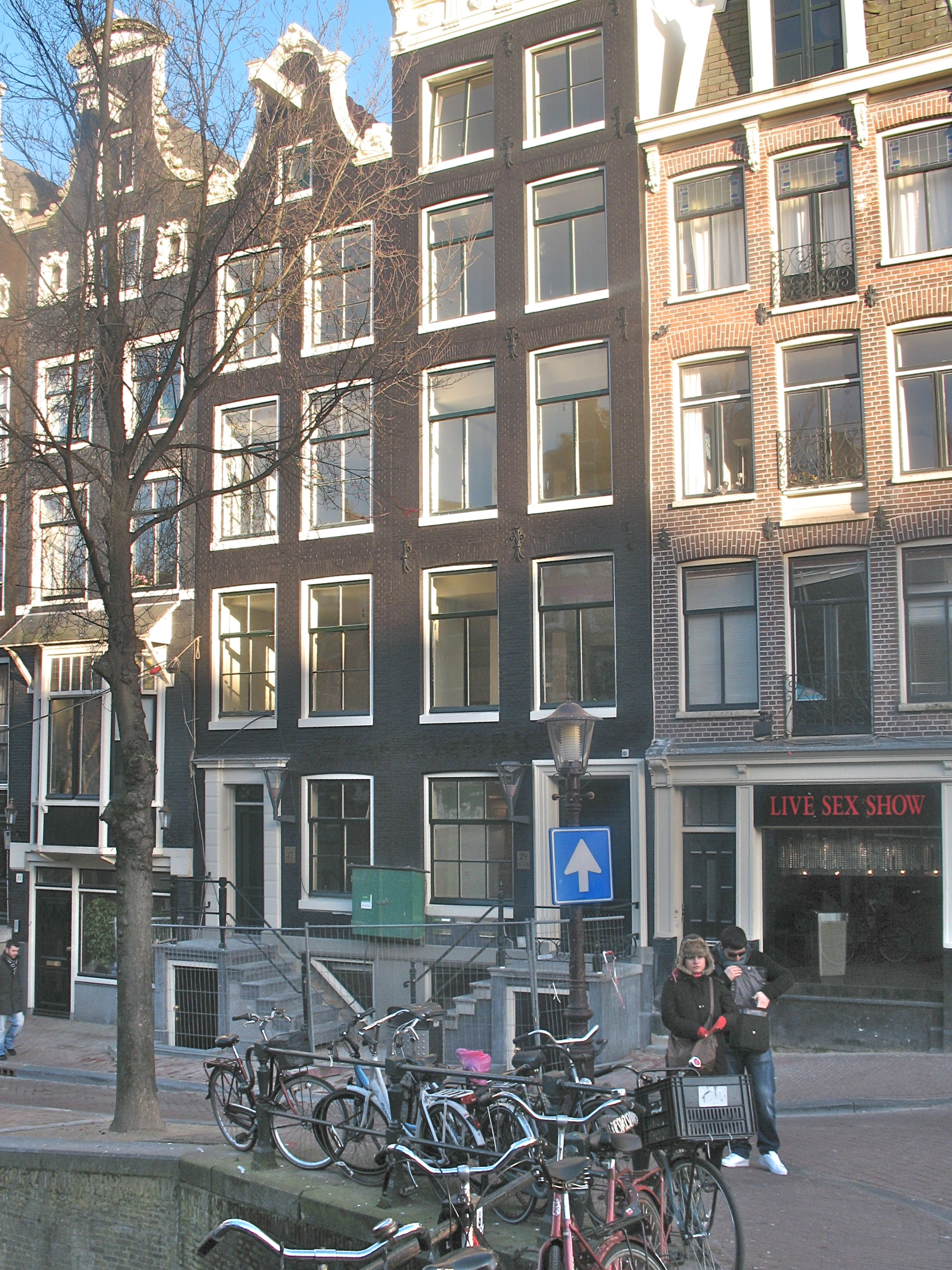
Rijksmonument Mata Hari, verhuurd door Ymere

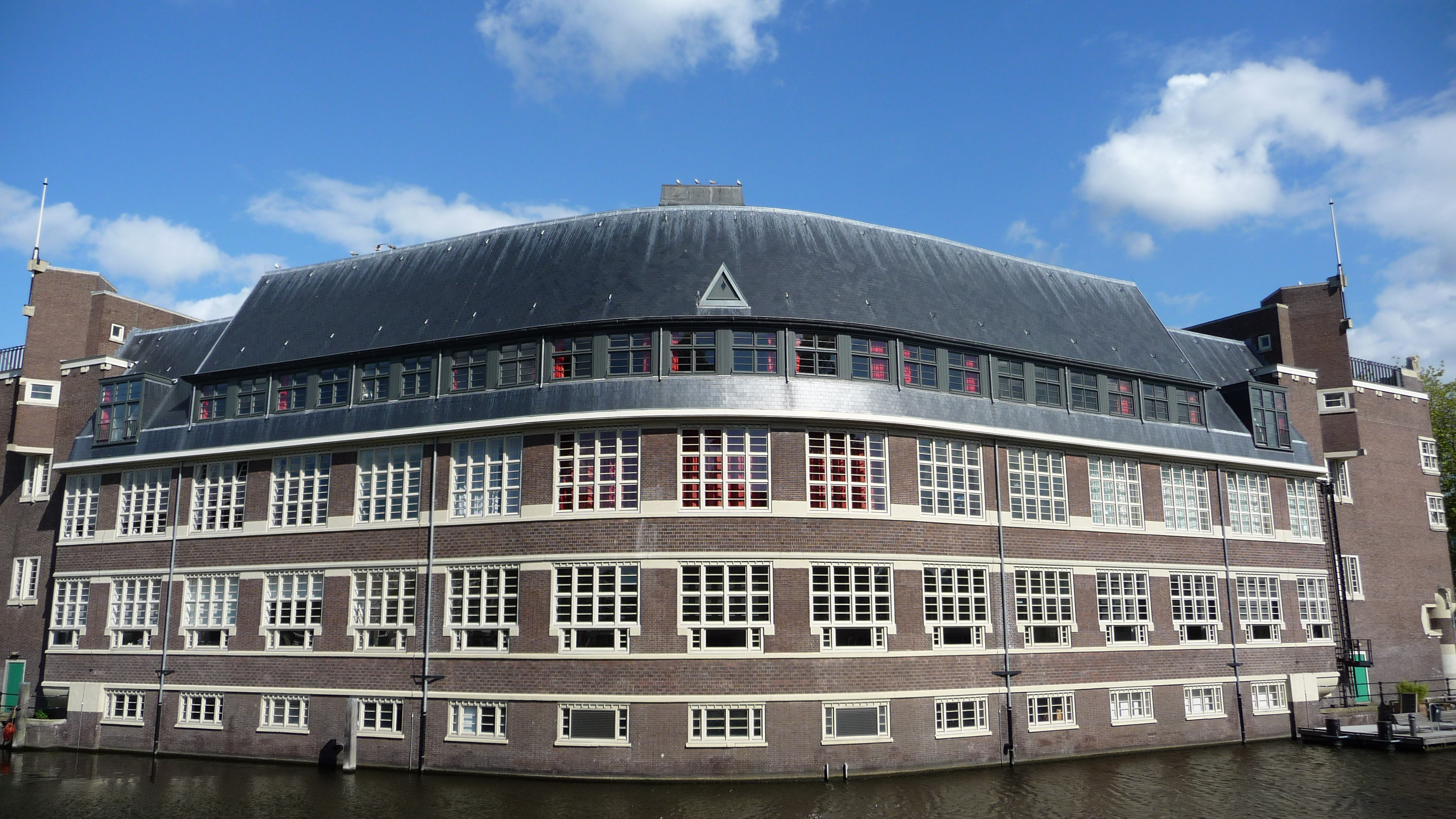
Het Sieraad in Amsterdam-West, verhuurd door Ymere

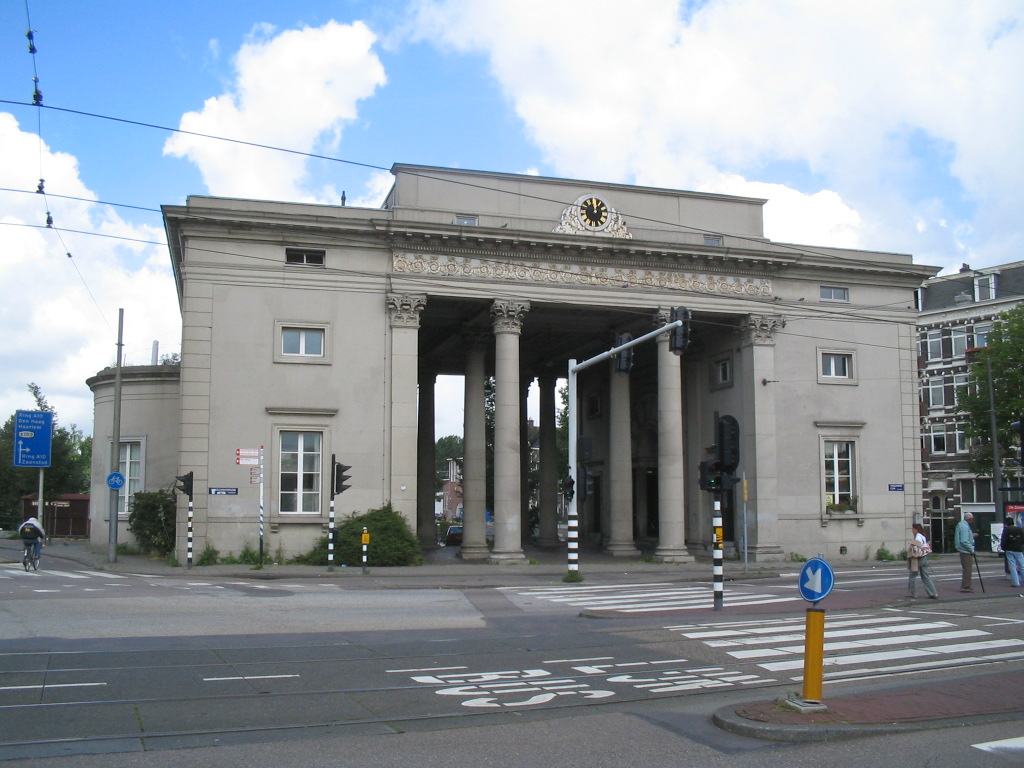
De Haarlemmerpoort in Amsterdam-Centrum, verhuurd door Ymere

Ymere is een van de grootste monumentenbezitters van Nederland als eigenaar van 410 rijks- en gemeentelijke monumenten in Amsterdam, Haarlem, Leiden, Hoofddorp en Vijfhuizen, waarin 5.700 verhuureenheden en werkruimten zijn ondergebracht.
Enkele panden van Ymere met vermelding op Wikipedia zijn
- Algemeen Handelsbladcomplex (Amsterdam)
- Berlageblokken (Amsterdam)
- Brouwershofje (Haarlem)
- Constantiawoningen (Amsterdam)
- De Groote Keijser (Amsterdam)
- Haarlemmerpoort (Amsterdam)
- De Halve Wereld (Amsterdam)
- Hofje De Zeven Keurvorsten (Amsterdam)
- Hofje van Guurtje de Waal (Haarlem)
- Huiszittenweduwenhof (Amsterdam)
- Huize Lydia (Amsterdam)
- Lloyd-complex (Amsterdam)
- Lucky Luyk (Amsterdam)
- Mata Hari (Amsterdam)
- Nieuwe Herengracht 143 (Amsterdam)
- Olympia (Amsterdam)
- Proveniershof (Haarlem)
- Het Sieraad (Amsterdam)
- Sint Elisabeth Gesticht (Amsterdam)
- Woonhuis van Anne Frank aan het Merwedeplein (Amsterdam)
- Vredenburgh (Amsterdam)

Wijken en buurten met heel veel Ymere-bezit zijn
- Tuindorp Oostzaan (Amsterdam)
- Tuindorp Nieuwendam (Amsterdam)
- Tuindorp Buiksloot (Amsterdam)
- Tuindorp Buiksloterham (Amsterdam)
- Van der Pekbuurt (Amsterdam)
- Bloemenbuurt (Amsterdam)
- Betondorp (Amsterdam)
- Chassébuurt (Amsterdam)
- Frederik Hendrikbuurt (Amsterdam)
- Floradorp (Amsterdam)
- Rivierenbuurt (Amsterdam)
- Staatsliedenbuurt (Amsterdam)
- Transvaalbuurt (Amsterdam)
- Jordaan (Amsterdam)
- Nieuwmarktbuurt (Amsterdam)
- Stadionbuurt (Amsterdam)
- Schalkwijk (Haarlem)
- Boerhaavewijk (Haarlem)

## Vestigingen
Het hoofdkantoor van Ymere staat in Amsterdam aan de Jollemanhof. Daarnaast zijn er lokale vestigingen in Amsterdam, Haarlem, Haarlemmermeer, Almere en Weesp.

## Kerncijfers 2017

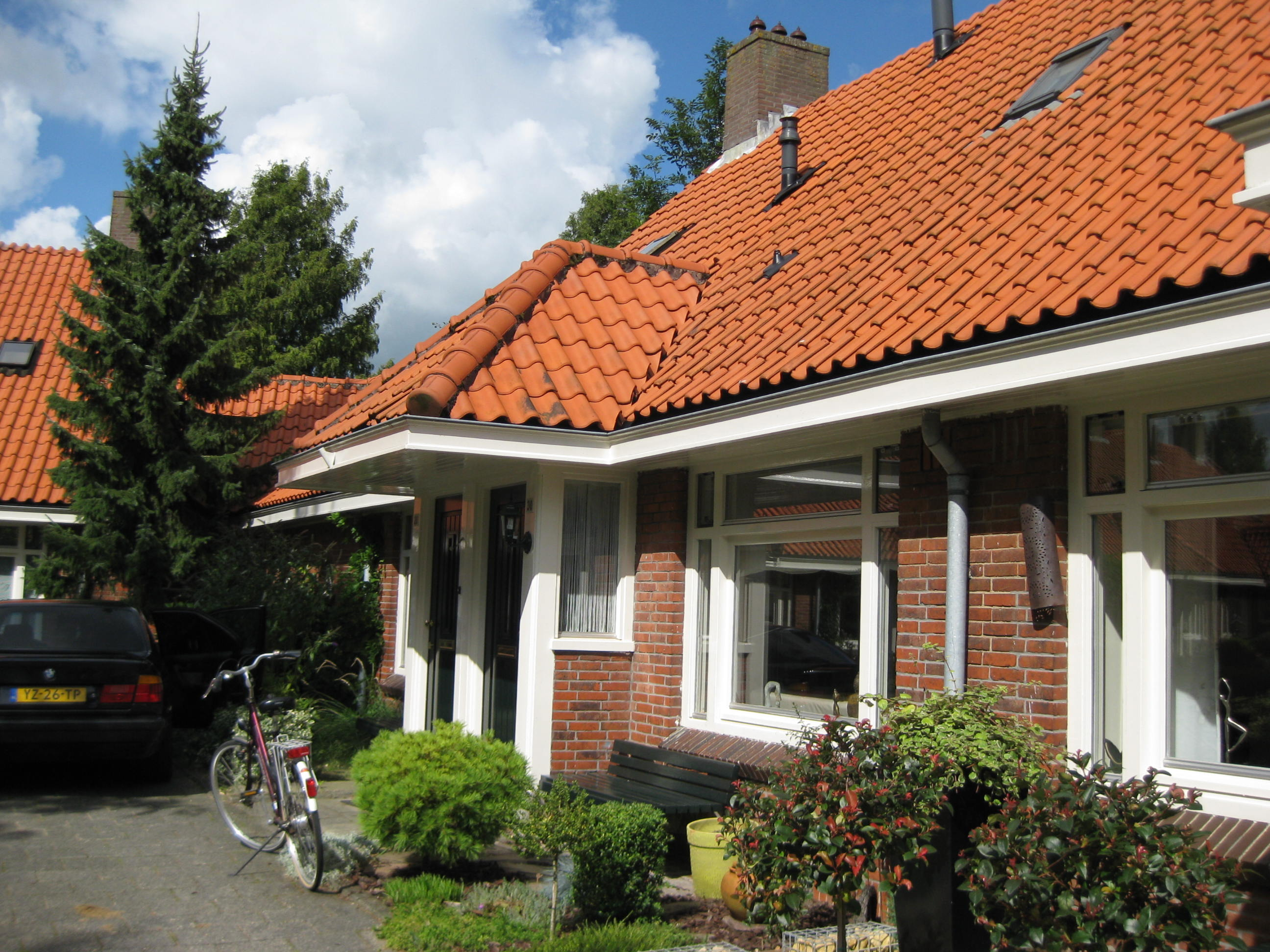
Tuindorp Nieuwendam, verhuurd door Ymere

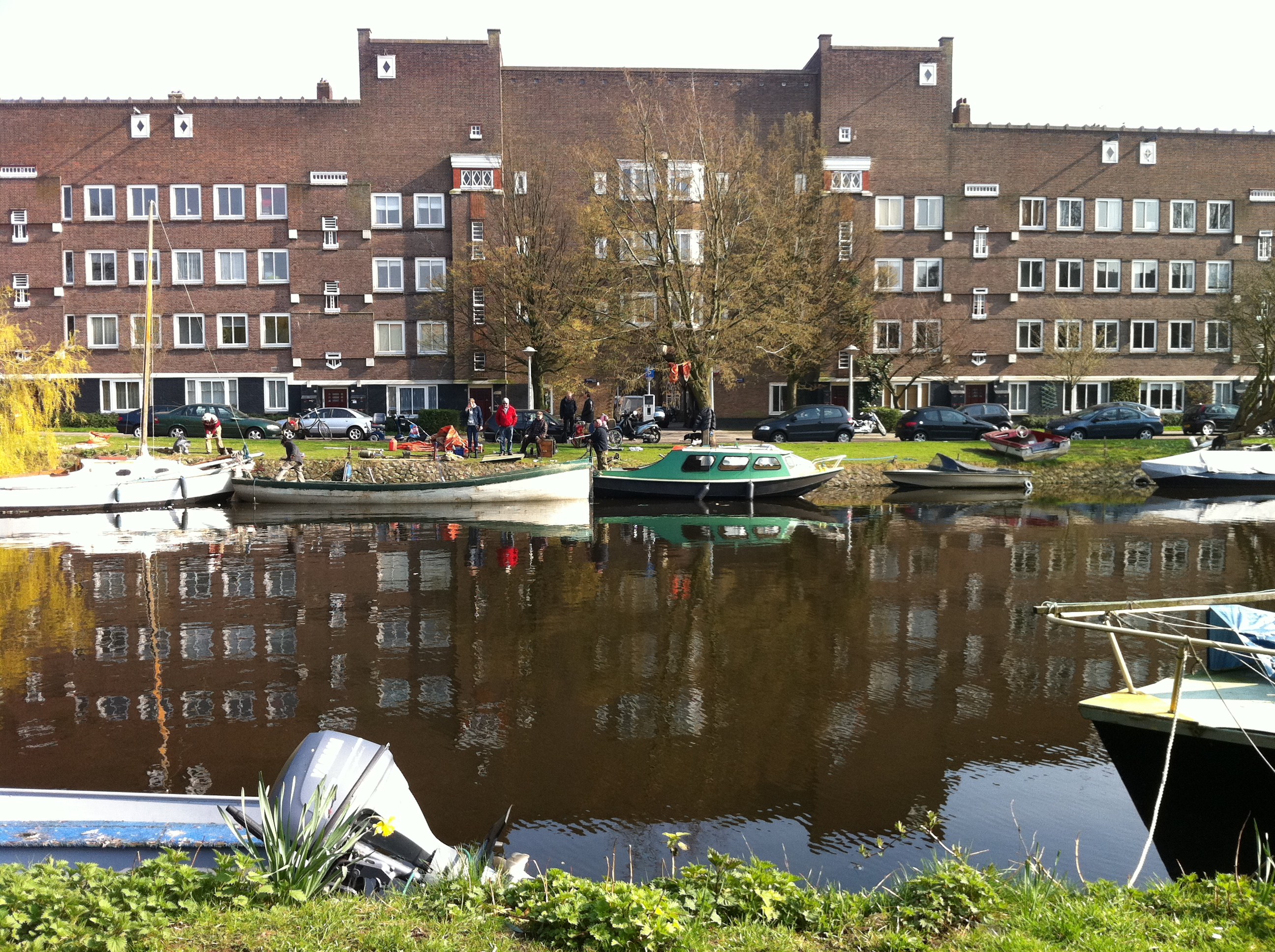
Olympia-complex Amsterdam-Zuid, verhuurd door Ymere

Het bezit van Ymere bestond eind 2017 uit verschillende soorten verhuureenheden: 74.770 woningen, 1000 eenheden zorgvastgoed, 2.186 eenheden bedrijfsonroerendgoed, 6.232 garages/parkeerplaatsen en 1.928 overige wooneenheden/objecten.
| Kenmerk                                               | aantal/waarde            |
| ----------------------------------------------------- | ------------------------ |
| Aantal verhuureenheden                                | 86.116 (74.770 woningen) |
| Opgeleverde huur- en koopwoningen                     | 611 woningen             |
| Opgeleverde renovatie/ woningverbetering              | 376 woningen             |
| Verkochte bestaande huurwoningen                      | 477 woningen             |
| WOZ-waarde van de woningen                            | 16,3 miljard euro        |
| Eigen vermogen                                        | 8,167 miljard euro       |
| Totale huuromzet                                      | 543 miljoen euro         |
| Investeringen in onderhoud, nieuwbouw en leefbaarheid | 399 miljoen euro         |
| Jaarresultaat na belasting                            | 1169 miljoen euro        |
| Gemiddelde huur sociaal                               | 541 euro                 |
| Medewerkers in fte's                                  | 837                      |

## Verscherpt toezicht 2013
Na de beoordeling van het jaarverslag in 2011, zag het Centraal Fonds voor de Volkshuisvesting in december 2012 aanleiding om Ymere onder verscherpt toezicht te plaatsen. Na de beoordeling van het jaarverslag 2012 en nadat Ymere interne maatregelen had getroffen volgens een goedgekeurde financiële meerjarenplanning, werd het verscherpt toezicht eind 2013 weer opgeheven. 
Ymere boekte in 2012 en 2013 boekhoudkundige verliezen (232 en 115 miljoen euro). Dit valt grotendeels terug te voeren op de daling van de huizenprijzen op de vastgoedmarkt, waarbij een waardedaling van 1% op een vastgoedportefeuille van circa 10 miljard euro al leidt tot een daling van het vermogen van Ymere met 100 miljoen euro. Deze externe marktfactoren kunnen een woningcorporatie moeilijk worden aangerekend, zoals ook de honderden miljoenen euro's die woningcorporaties in de afgelopen decennia rijker werden door de waardestijgingen van de vastgoedportefeuille, slechts voor een klein deel kunnen worden toegeschreven aan de eigen bedrijfsvoering van de woningcorporaties. Met een eigen vermogen van 5,4 miljard euro kan Ymere nog flinke schommelingen op de vastgoedwaardes opvangen. Kredietinstellingen (die 3,5 miljard euro op Ymere te vorderen hebben) rekenen ondernemingen zoals Ymere met een cashflowindicator van 2,5% en een solvabiliteit van 54,7% tot de solide debiteuren.